# Savon

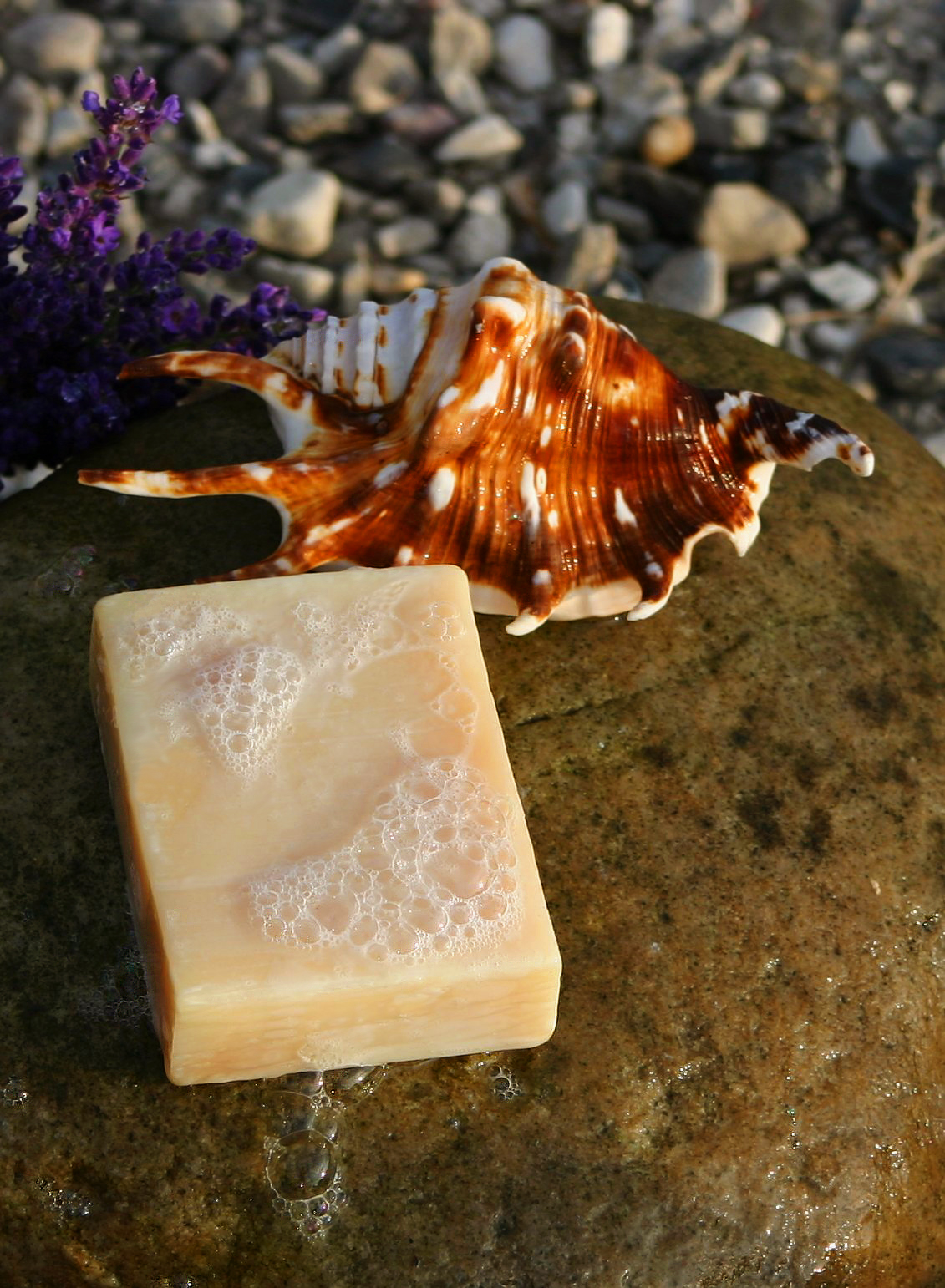
Un savon (ou savonnette).

Le savon est un produit liquide ou solide composé de molécules amphiphiles obtenues par réaction chimique entre un corps gras et une base forte, spécifiquement l'hydroxyde de sodium pour le savon ou l'hydroxyde de potassium pour le savon noir, c'est le sel d'un corps gras et du potassium ou du sodium. Cette réaction est effectuée à chaud ou à froid.
Son caractère amphiphile lui donne des propriétés caractéristiques, notamment la capacité de ses composants moléculaires à se placer à l'interface entre la phase aqueuse (solvant hydrophile) et la phase lipidique (graisse hydrophobe), la formation de mousse et la stabilisation d'émulsions utiles pour le lavage, molécules aussi utilisées comme épaississant entrant dans la composition de certains lubrifiants et de précurseurs de catalyseurs.
Selon les périodes et les lieux, il a été considéré comme un produit cosmétique, « un produit d’hygiène et/ou comme un excipient ou encore comme une substance active, permettant la réalisation de médicaments ou de cosmétiques destinés à traiter aussi bien la gale que les brûlures, de réaliser des purges ou de mettre au point des préparations pour adoucir ou blanchir les mains ou pour allonger les cils ».

## Propriétés physiques et chimiques
Les savons commerciaux sont des mélanges de sels de sodium ou de potassium et d'acides gras. La longueur de la chaîne carbonée et surtout la présence d'insaturations, c'est-à-dire de doubles liaisons affectent les propriétés macroscopiques du savon, induisant par exemple une rigidité ou une mobilité spécifiques.
Les savons sont obtenus grâce à la réaction de saponification à partir du mélange de corps gras et d'une base forte. Le corps gras consiste en un triester de glycérol et d'acides gras, appelé couramment « triglycérides d'acides gras ». Les molécules des savons communs comportent une chaîne de huit à dix-neuf atomes de carbone, selon les corps gras utilisés, associée à une tête polaire.
Les savons se présentent sous des formes variées, selon leur teneur en eau, le type et le pourcentage de corps gras utilisés ou même selon la présence d'autres impuretés. Pour les savons durs et lorsqu'ils sont secs, ils forment des solides cassants. Humides ou gorgés d'eau, ces solides encore fermes glissent sur les surfaces, deviennent mous, voire perdent toute tenue dimensionnelle en déliquescence finale. Ces observations communes attestent leur nature de colloïdes, ainsi que leurs autres formes de mousses, de gels, etc.

### Une molécule amphiphile
Les savons, précisément les sels d'acides gras, ne sont en réalité pas solubles dans l'eau et dans l'huile, mais amphiphiles, c'est-à-dire qu'ils se placent à l'interface des phases eau et huile non miscibles. En absence d'une des phases, ils forment des structures moléculaires singulières, appelées micelles dans l'eau et micelles inverses dans l'huile. Si la proportion des phases change jusqu'à une teneur volumique équivalente, s'organisent des structures de phases cristal liquide, appelées « états mésomorphes », caractérisées par une morphologie topologique en gouttelettes, puis en cylindres et enfin en planches parallèles. Au-delà de l'inversion de phase, on retrouve des organisations similaires.
Dans un récipient ou bassin rempli d'eau savonneuse, les molécules de savon s'arrangent en couches monomoléculaires couvrant en premier lieu des surfaces considérables à l'interface eau/air, comme le prouvent les travaux des devanciers d'Irving Langmuir. L'air est analogue à une matière lipophile et permet la création de bulles et figures légères respectant le principe de moindre énergie de structures, à partir de très fins films liquides d'eau savonneuse.
Piégées dans l'eau, elles forment des micelles qui peuvent solubiliser les graisses, c'est-à-dire stabiliser les gouttelettes d'huiles, enrober les matières grasses en formant des émulsions ou et des suspensions stables.
Le principe d'action des carboxylates (R-CO2−) d'alcalins (Na+, K+) à longue chaîne carbonée est dû à leur amphiphilie ; en effet, ils présentent :
- une chaîne apolaire donc hydrophobe et lipophile. C'est la queue de l'acide gras d'origine qui se mêle facilement aux graisses ;
- et à leur extrémité (la « tête »), un groupe carboxylate polaire donc lipophobe et hydrophile, qui minimise son énergie en étant en contact avec la solution aqueuse.

Par la présence d'un nuage de solvatation ionique en double couche, au-dessus de la surface hydrophile, la micelle est stabilisée.

### Des propriétés propices au lavage et à l'hygiène corporelle
Les propriétés détergentes de l'eau savonneuse, agitée ou brassée, s'expliquent : les savons par leurs queues lipophiles se fixent à la salissure graisseuse ou à la tache d'huile, et l'extraient du tissu ou support en l'enveloppant dans des colloïdes ou gouttelettes sphériques qui se séparent et coalescent avec des myriades de micelles. Au cours de l'agitation, les gouttelettes ou les micelles peuvent éclater à l'instar de bulles de savon dans l'air, mais la séparation est éphémère. Elles reforment aussitôt des gouttelettes ou micelles dans ces phases liquides et condensées. On remarque que la présence de savon abaisse notablement la tension superficielle de l'eau et facilite le déplacement des molécules et corps dans la phase eau, donc le recouvrement par le savon des micelles éclatées. Le savon tensioactif accroît le pouvoir mouillant.

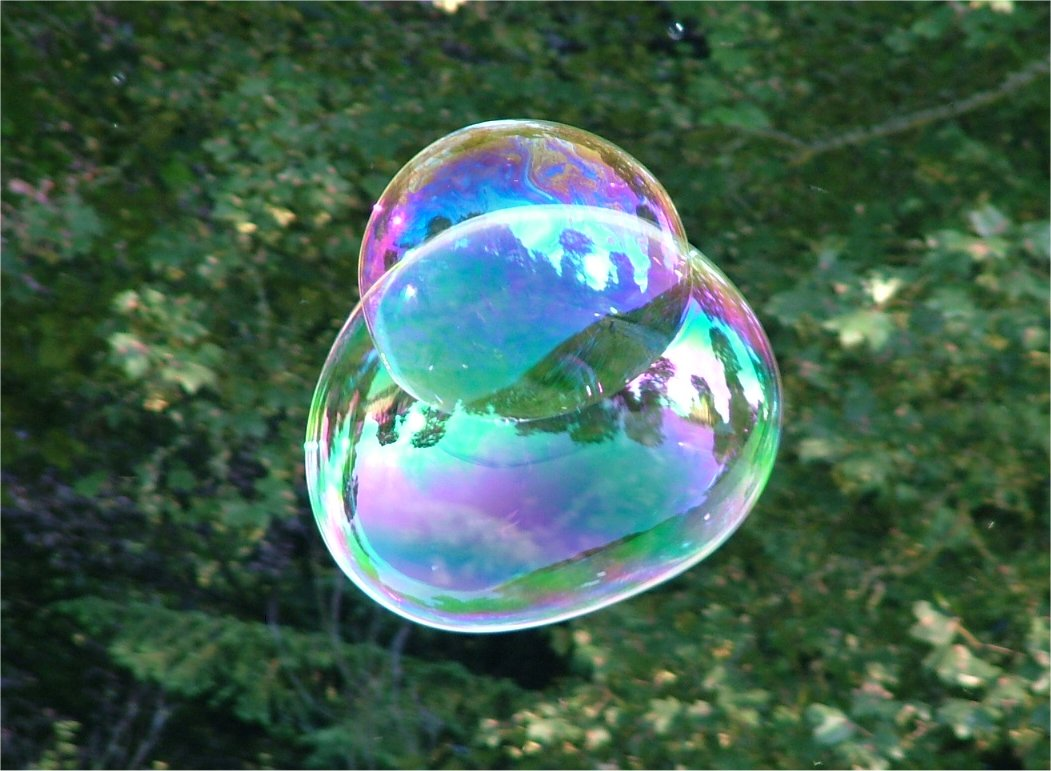
Bulles de savon.

Mises en suspension et stabilisées dans l'eau malgré les chocs incessants, les gouttelettes huileuses et les poussières graisseuses qui ne peuvent plus s'agglutiner finissent par être entraînées par l'eau de rinçage. Le savon montre une autre facette de son pouvoir émulsifiant.
Ces extraordinaires propriétés de surface, la mouillabilité macroscopique du fait de l'abaissement de tension d'interface et surtout la stabilisation microscopique des poussières ou salissures grasses, facilement enlevées au cours du rinçage avec la phase aqueuse englobante et prépondérante, expliquent l'emploi de savons depuis l'Antiquité pour le lavage ou le nettoyage des surfaces.
Lors de la toilette, le savon dissout la graisse constituant le film hydrolipidique qui recouvre la peau. La graisse est entraînée dans l'eau avec les saletés qu'elle contient. L'inconvénient est que le film hydrolipidique sert à protéger la peau et à retenir son eau. Le savonnage — ou tout lavage à l'aide de produits comportant des tensioactifs, par exemple les gels pour la douche ou les lessives — fragilise donc la peau, jusqu'à ce que le film hydrolipidique se reconstitue, au bout de plusieurs heures.
Le savon est basique. Comme son pH est proche de 10, il perturbe momentanément l'acidité de la peau, dont le pH est proche de 5. Le pH « naturel » de la surface de la peau de l'homme est en moyenne de 4,7. Ce chiffre varie selon l’âge et la partie du corps. D'après une étude de Sara Lee Corporation, le simple usage d'eau du robinet augmenterait le pH de la peau humaine jusqu’à six heures après l'application de l'eau. En Europe, le pH de l'eau du robinet est autour de 8,0. Une peau au pH en dessous de 5,0 serait en meilleure condition qu'une peau au pH au-dessus de 5,0. Cependant, l'utilisation de savon n’affecte pas durablement le pH de la peau comme l'atteste cette étude japonaise menée sur 5 ans.
https://pubmed.ncbi.nlm.nih.gov/25073884/
Le pH du soin lavant ne serait donc pas le seul élément déterminant du pH de la peau.

### Fusion, mélange et dispersion dans les solvants usuels
Le point de fusion des savons, même lorsque le sel d'acide gras est unique et purifié, reste assez mal défini, variant entre 200 °C et 250 °C, par mesure sur un banc Kofler. Le liquide obtenu est transparent, non laiteux.
À basses températures dans l'eau liquide, la dispersion du savon est difficile par agitation, sauf pour le laurate de sodium avec sa « petite » chaîne en C11. Plus la température est élevée, plus la dispersion est facile, donnant des eaux savonneuses claires et opalescentes. En milieu basique, pour un optimum de pH entre 10 et 12, est constatée une hydrolyse partielle en acides gras et en ions basiques libres. La dispersion est très faible dans le benzène, le toluène et la plupart des solvants organiques. La formation de micelles inverses est énergétiquement moins favorisée.

### Savons industriels et dureté de l'eau
Les autres sels de carboxylates d'acide gras, en particulier alcalino-terreux, calcium, strontium et baryum, les sels d'aluminium ou de métaux lourds, sont très difficilement solubles dans l'eau. Au contraire, ils sont plus solubles dans les graisses et les huiles minérales, à l'instar des sels d'acide carboxylique à très longues chaînes ou contenant des cycles, comme celui du naphtalène. Ils sont utilisés dans l'industrie des colorants, et stabilisent les structures moléculaires des laques.

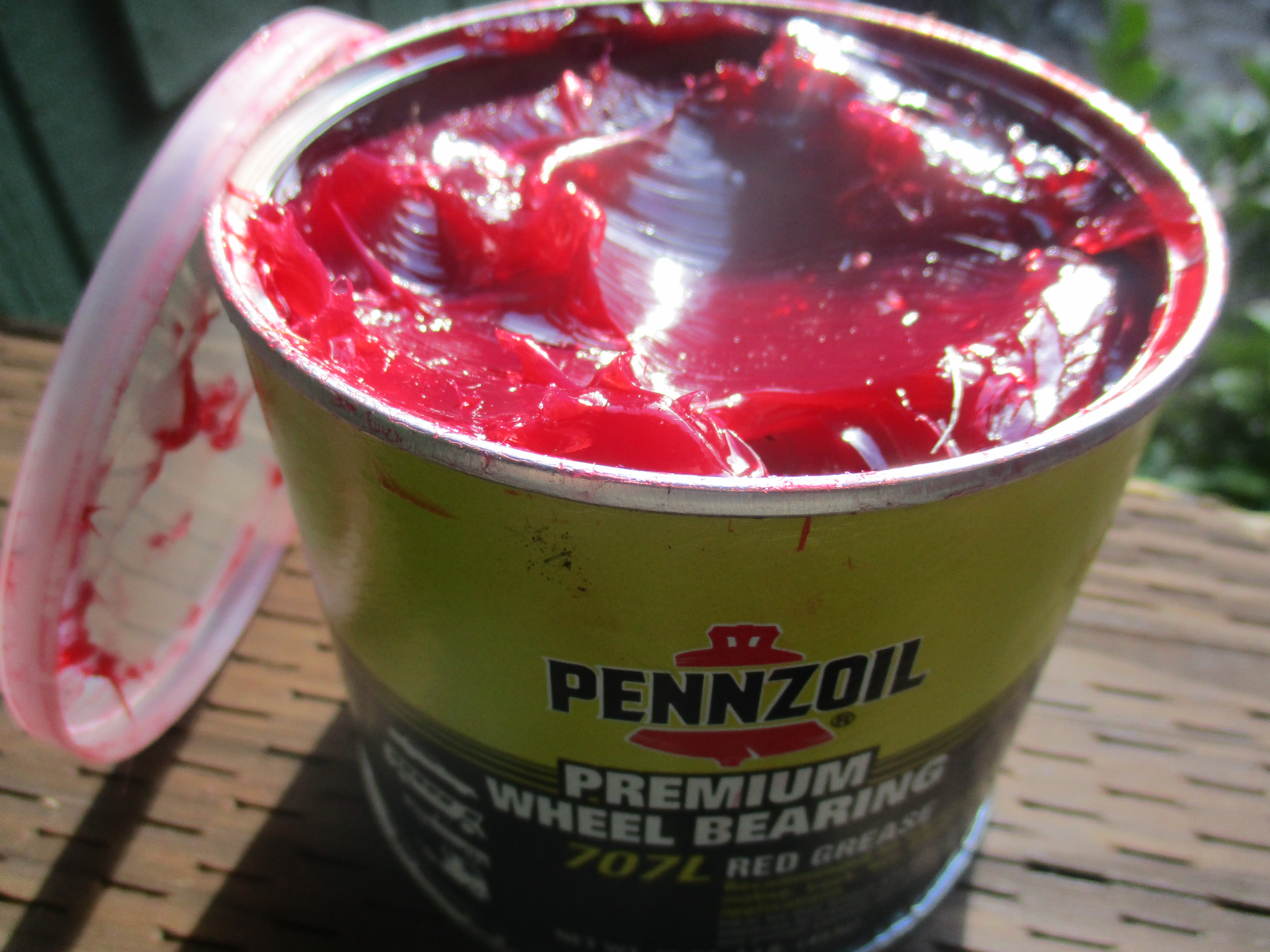
Une graisse contenant du savon destinée à la mécanique automobile.

L'industrie des lubrifiants utilise, pour la fabrication des graisses, des carboxylates de lithium (Li+), de calcium (Ca2+), de magnésium (Mg2+) ou encore d'aluminium (Al3+). Les savons d'aluminium imperméabilisent les étoffes industrielles. Les médecins utilisaient les savons de plomb comme emplâtre simple.
Dans une eau dure, les molécules du savon réagissent avec les ions calcium et forment des dépôts de sels de calcium. Comme le savon est piégé, il faut une plus grande quantité de savon pour nettoyer à efficacité égale. Pour éviter ces inconvénients, on ajoute aujourd'hui aux savons des agents anticalcaires comme le très commun complexant EDTA.
Une eau dure, c'est-à-dire riche en cations calcium ou magnésium, a pour effet de faire disparaître le savon, c'est-à-dire de substituer les carboxylates de sodium ou potassium en carboxylates de calcium ou magnésium insolubles dans l'eau, formant la « crasse de savon ». Les détergents synthétiques sont conçus pour être moins sensibles à la dureté de l'eau.

### Autres savons biologiques
Les organismes vivants, comme les plantes à racines, utilisent des analogues de savons pour contrôler ou entraver la migration des ions métalliques, comme la saponine. S'ils sont indésirables, les ions ne sont pas seulement précipités ou complexés, c'est la source métallique proche qui est souvent revêtue d'une couche protectrice[pas clair]. Ainsi, les objets en cuivre sont préservés dans la terre humide entre les racines d'un arbre.

## Étymologie
Savon est issu du latin saponem (lire sāpōnem), accusatif singulier de sapo, saponis, terme d'abord attesté chez Pline au sens de « mélange de suif et de cendre utilisé par les Gaulois pour rougir les cheveux ». Le latin sapo est un emprunt au germanique *saipôn- « savon » ; cf. le vieux haut allemand seifa, seipfa « savon » > allemand Seife « savon » et l'anglo-saxon sāpe, d'où l'angl. soap « savon »,,.
Selon une autre source, le mot « savon » aurait pour étymologie le mot latin sébum, suif, en grec, sapon. Les Celtes le désignaient sous le mot saboun, qui est resté dans la langue provençale.

## Histoire

### De l'Antiquité auIXesiècle

#### Premières traces au Moyen-Orient
La plus ancienne évocation de la réaction de saponification remonte au début du IIIe millénaire av. J.-C. dans les royaumes de Babylone et de Sumer. À partir de 1877, Ernest de Sarzec, vice-consul de France à Bassorah en Irak, dirige des fouilles archéologiques sur le site de Telloh. Elles conduiront notamment à la mise au jour de cylindres d'argile, les cylindres de Gudea. Certains sont emplis d'une substance savonneuse. Le flanc de l'un d'eux, le « cylindre B », porte des inscriptions cunéiformes. Traduites par l'assyriologue François Thureau-Dangin en 1905, elles révèlent les détails d'un rituel annuel d'une durée de sept jours, mais surtout que les Sumériens maîtrisaient la saponification et composaient une préparation à base de graisse et des cendres bouillies, dont l'effet est proche du savon que nous connaissons :

« Ainsi, il me purifie avec l'eau, ainsi, il nettoie avec la potasse, ainsi se fait le mélange de l'huile pure et de la potasse… »

Une inscription retrouvée dans une excavation de Babylone décrit une recette où étaient bouillies des graisses animales mélangées à de la cendre. Plus tard, le professeur Martin Levey du Temple (1913-1970) de l'université de Philadelphie, met au jour au même endroit d'autres tablettes d'argile datées de 2 500 ans av. J.-C. Elles indiquent que les Sumériens utilisaient la saponification pour débarrasser la laine du suint. La recette donne le détail des proportions en graisses et cendres. Une autre tablette datée de 2 200 ans av. J.-C. décrit quant à elle des savons dans lesquels sont inclus divers éléments médicinaux pour un usage thérapeutique.

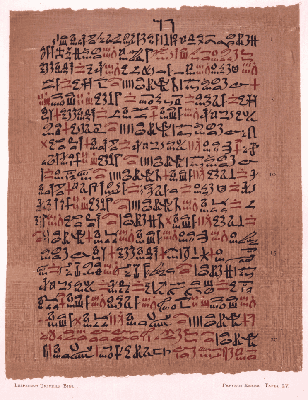
Une page du papyrus Ebers.

Les Égyptiens, en guise d'hygiène corporelle quotidienne, se frottaient avec du natron, du carbonate de soude naturel extrait des lacs salés après évaporation, hydraté. Le papyrus Ebers (Égypte, 1550 av. J.-C.) indique dans sa partie finale que les Égyptiens utilisaient une substance semblable à du savon à des fins pharmaceutiques. Cette substance était obtenue par un mélange de graisses animales (oie) ou végétale avec du sulfate de plomb (extraits de galène) ou de carbonate de sodium (extrait des bords du Nil). La pâte nommée « Trona », probablement toxique lorsqu'elle emploie du sulfate de plomb, était mise à reposer une journée avant son application sur les yeux. Des documents égyptiens mentionnent également qu'une substance similaire a été utilisée dans la préparation de la laine pour le tissage.[réf. nécessaire]
Un millénaire avant notre ère, les Phéniciens exportent le savon.[réf. nécessaire].
Le Talmud mentionne le tsapon utilisé pour nettoyer la laine. Cependant le mot semble être un emprunt à une langue romane, tout comme l'hébreu סבון (sabón) est un emprunt au français.

#### Traces plus tardives en Europe
Les Germains et les Celtes utilisaient de la graisse de chèvre et des cendres de bouleau pour fabriquer leur savon.
Le savon est, selon Pline, une invention gauloise, il décrit des savons durs et des savons mous. Le mot latin sapo a donné le français savon et les mots de même sens dans les autres langues romanes. Il s’agit d’un emprunt au proto-germanique *saip(ij)ǭ qui a donné l'allemand Seife et les mots de même sens dans les autres langues germaniques. Le proto-slave mydlo a donné le russe мыло et les mots de même sens dans les autres langues slaves.
Substance lavante et nettoyante connue en Europe occidentale depuis l'époque gauloise, il est fabriqué en quantité à partir de cendres alcalines ou potassiques (cendres de hêtre, de l'herbe à savon), de suif, de saindoux de sanglier (typique du « savon gallique ») ou d'huiles excédentaires non comestibles. Il sert surtout, appliqué comme onguent sur les chevelures d'après la littérature latine, de shampooing ou de gel colorant à l'usage les longs cheveux en « rouge » (en fait chevelure blonde tirant vers le roux). À côté de la toilette des mains et du visage, il faut retenir l'emploi de substances de toilette complexes à base de suc de plantes, de savons mêlés de substances adoucissantes ou grasses, telles le beurre ou la glycérine, mélange de moins en moins agressif ou de plus en plus protecteur appliqué de la pointe à la racine des cheveux.[réf. nécessaire]
L'odeur d'eau savonnée et d'acide butyrique, lorsque le beurre a ranci, était barbare aux nez romanisés du Haut-Empire et même du Bas-Empire.[réf. nécessaire] Grecs et Romains se débarrassent des poussières du stade ou des taches en raclant un strigile sur leur corps huilé, avant la régénération par les massages et l'eau des thermes, aux bains successifs chaud, tiède et froid.
Gallipoli, ville portuaire sur la mer Ionienne dans le sud de l'Italie, a probablement été l'origine du savon de Marseille. Grâce à ses nombreuses oliveraies et à ses multiples pressoirs souterrains (frantoi ipogei), le Salento commercialise dans toute l'Europe une huile d'excellente qualité, destinée principalement à l'éclairage des villes et des fabriques textiles, mais aussi à un usage alimentaire. L'idée d'ajouter de la soude aux restes des olives qui venaient d'être pressées une première fois permit aux habitants de Gallipoli de fabriquer des savons blancs et de diversifier durablement leurs activités.[réf. nécessaire]
Le premier artisan « savonnier » de Marseille, cité (à la fin du XIVe siècle, vers 1370) par les archives, avait comme surnom Sabonerius, c'était un Juif nommé Crescas Davin.

### DuIXesiècleà 1920: l'industrialisation de la production du savon

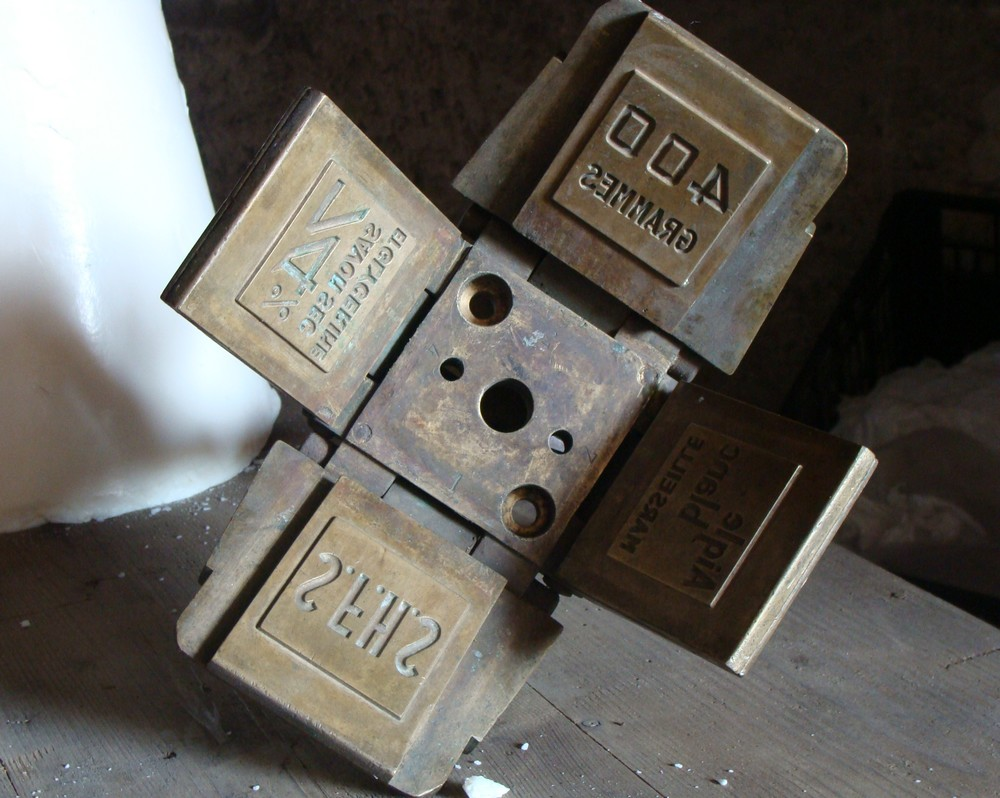
Moule à savon de Marseille.

Au IXe siècle de notre ère, Marseille saponifie déjà son huile d'olive et produit de façon saisonnière son savon. Au XVe siècle, la région phocéenne semble un centre de production limité à la ressource locale. La soude marine qui désigne un carbonate de sodium impur provient des cendres obtenues par la combustion de plantes comme la salicorne (les cendres contiennent divers carbonates de sodium, calcium et potassium dans diverses proportions selon l'espèce).
La première grande fabrique française de savons fut fondée à Toulon vers 1430 ; un certain Palmier, industriel de Grasse, étant appelé par les syndics de l'époque à installer sa manufacture au nord de la place du Portalet (aujourd'hui la place Gambetta). La communauté toulonnaise s'engagea même pour mieux l'appâter à lui verser huit florins par an et à lui payer son loyer.
De huit savonneries en 1600, le nombre passa à vingt en 1650. Le commerce du savon à Toulon fut si prospère que les archives ont enregistré jusqu'à plus de soixante mille quintaux de savons produits et exportés par an. Mais Colbert proclama la franchise du port de Marseille en 1669, taxant par ailleurs toutes les marchandises qui entraient ou sortaient du port de Toulon, donnant l'avantage économique aux Marseillais et signant la perte du monopole de la fabrication du savon par Toulon et la disparition une à une de ses savonneries.

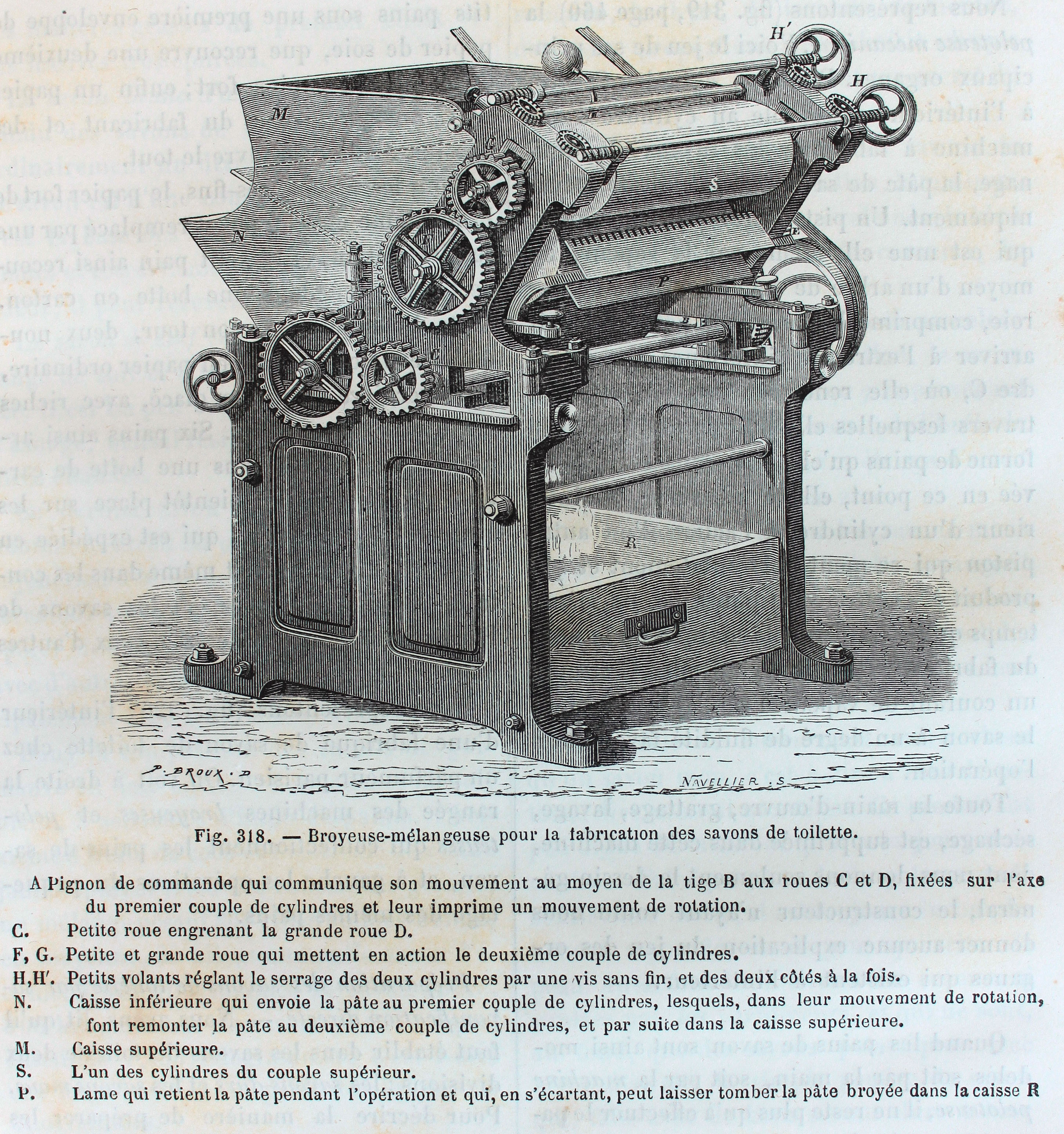
Broyeuse-mélangeuse pour la fabrication des savons de toilette.

Après 1750, la fabrication de savon à Marseille devient industrielle, tant par les volumes que par les procédés normalisés. En 1791, le procédé proposé à l'Académie des Sciences par Nicolas Leblanc permet d'obtenir de la soude à partir du sel d'eau de mer, de chaux et de charbon.
En 1823, le chimiste français Eugène Chevreul explique la réaction de saponification. Ses expériences menées dès la Restauration lui ont permis de démontrer la structure générique des corps gras, combinaison chimique entre le glycérol, déjà reconnu par Carl Wilhelm Scheele, et trois acides gras. Il est le premier à découvrir et affirmer que les savons sont des sels métalliques d'acides gras, et non pas des acides gras comme le croient alors les chimistes. Au XIXe siècle, des huiles de coprah et de palme importées à moindre coût d'outre-mer servent à la fabrication des savons. Le procédé d'Ernest Solvay réalise la synthèse industrielle du carbonate de sodium dès 1865, qui évince rapidement l'ancien procédé Leblanc, trop onéreux.
Le savon devient un produit de consommation courante, apparaît dans les maisons bourgeoises et complète la panoplie des femmes de ménage, s'activant en semaine dans les nombreux et récents lavoirs communaux. Sans rival avant 1907, il sert au blanchissage du linge, au dégraissage de draps et des laines. Jules Ronchetti invente en 1906 la poudre de savon à laver, commercialisée sous le nom de marque Persil. La société allemande Henkel lance un produit similaire l'année suivante.

### Le savon durant la Seconde Guerre mondiale (1939-1945)

#### Expérimentations de savon humain
Pendant et après la Seconde Guerre mondiale, une rumeur prétendait que les Nazis fabriquaient industriellement du savon à partir de graisse humaine provenant des camps de concentration. Le tribunal de Nuremberg a permis d'éclaircir cette légende qui reste tenace : il y eut seulement des tentatives pour fabriquer du savon de graisse humaine de manière industrielle (notamment à l'institut anatomique de Danzig en 1944 où l'on a utilisé des corps humains venant du camp du Stutthof) et des cendres de victimes furent l'objet de diverses expérimentations, mais rien n'a corroboré la thèse d'une production massive de savon par un tel procédé.

#### Le savon dans les camps de concentration
Le United States Holocaust Memorial Museum conserve un ensemble de savons mis à disposition des prisonniers des camps de concentration dont les photos sont disponibles sur son site internet. Il conserve aussi des savons utilisés par les Nazis durant cette même période dont les photos sont également disponibles sur le site du musée.

### De 1920 à nos jours
Début XXe siècle, l'hydrogénation des corps gras accroît le nombre et la variété des savons. Entre 1920 et 1930, alors que Marseille reste le principal centre de fabrication du savon en France, la concurrence survient avec les détergents synthétiques ou agents tensioactifs. Ces agents lavants sont utilisés encore aujourd'hui dans les shampooings, les gels douches et les « savons sans savon ».

### Légendes

#### La légende du Mont Sapo
Le mont Sapo est une montagne fictive qui aurait existé selon la légende quelque part près de Rome.
Selon la légende, les anciens Romains célébraient des holocaustes animaux sur ses pentes. Les cendres de bois des feux de leurs autels se mêlaient à la graisse des animaux sacrifiés, formant une sorte de savon primitif. Ce liquide savonneux aurait coulé vers les bords argileux d'un cours d'eau voisin, où les habitants auraient constaté qu'à cet endroit, le linge se pouvait être nettoyé particulièrement facilement et efficacement. C'est pourquoi le savon tirerait son nom latin, sapo, du nom de la montagne.
Cependant, aucun texte n'indique l’existence d'un tel relief et les noms géographiques actuels des environs n'indiquent aucun lien. Cette histoire apparaît dans un certain nombre de sources récentes, notamment en ligne, notamment le site Web de l'Association Soap and Detergent ou l'American Cleaning Institute, ou encore dans le livre Perfumes, Cosmetics and Soaps de W. A. Poucher, paru en 1975. Ce récit procéderait donc de la réécriture fantaisiste en anglais de l'histoire du savon en lui inventant une origine quasi mythologique.

## Fabrication

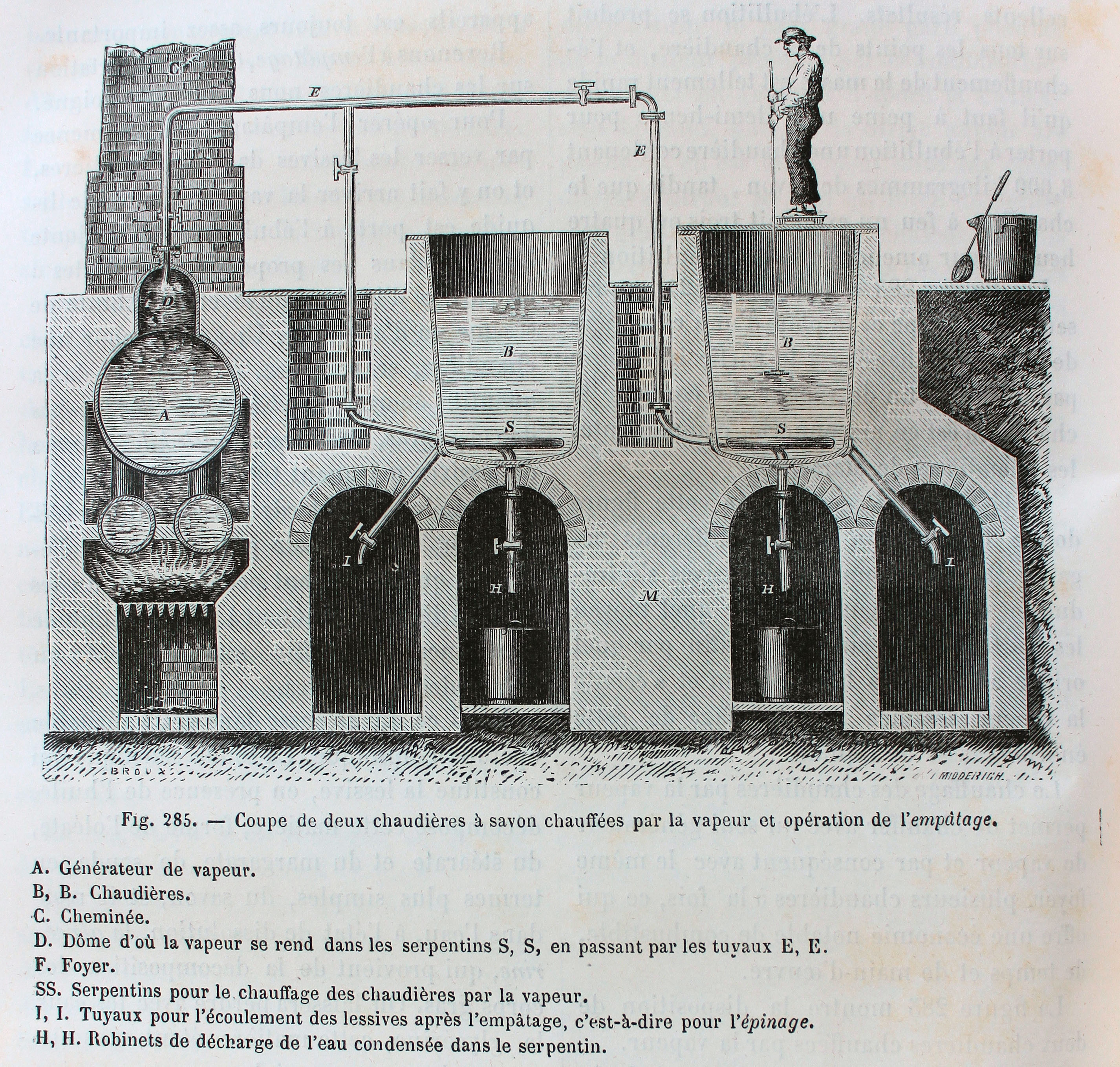
Chaudières à savon.

Le choix du type de savon à fabriquer dépend des besoins, de la disponibilité des ingrédients, mais aussi des utilisateurs du savon. Les corps gras ou triesters du glycérol employés se caractérisent en général par des chaînes aliphatiques de huit à dix-neuf atomes de carbone, après hydrogénation.

### Principales matières grasses utilisées
Le tableau suivant liste les matières grasses qui sont le plus souvent utilisées lors de la fabrication des savons :
- par les différents acides gras liés aux trois fonctions hydroxyle du glycérol :

| Molécules de savon selon l'acide gras | Molécules de savon selon l'acide gras | Molécules de savon selon l'acide gras | Molécules de savon selon l'acide gras | Molécules de savon selon l'acide gras |
| Acide gras                            | Nom IUPAC                             | Dénomination                          | Savon                                 | Savon                                 |
| ------------------------------------- | ------------------------------------- | ------------------------------------- | ------------------------------------- | ------------------------------------- |
| C12:0                                 | Acide dodécanoïque                    | Acide laurique                        | Laurate                               | de sodium / potassium                 |
| C14:0                                 | Acide tétradécanoïque                 | Acide myristique                      | Myristate                             | de sodium / potassium                 |
| C16:0                                 | Acide hexadécanoïque                  | Acide palmitique                      | Palmitate                             | de sodium / potassium                 |
| C18:0                                 | Acide octadécanoïque                  | Acide stéarique                       | Stéarate                              | de sodium / potassium                 |
| C18:1ω9                               | Acide cis-9-octadécénoïque            | Acide oléique                         | Oléate                                | de sodium / potassium                 |

- par type d'huile ou graisse :

| Matière grasse (huile ou graisse) | Nom INCI de la matière grasse | Nom INCI (valable pour l'Amérique du Nord) du savon obtenu* | Acide gras dominant        |
| Suif (graisse de bœuf)            | Adeps Bovis                   | Sodium Tallowate                                            | Acide cis-9-octadécénoïque |
| Saindoux (graisse de porc)        | Adeps Suillus                 | Sodium Lardate                                              | Acide cis-9-octadécénoïque |
| Huile d'arachide                  | Arachis hypogaea              | Sodium Peanutate                                            | Acide cis-9-octadécénoïque |
| Huile d'olive                     | Olea europaea                 | Sodium Olivate                                              | Acide cis-9-octadécénoïque |
| Huile de coprah (noix de coco)    | Cocos nucifera                | Sodium Cocoate                                              | Acide dodécanoïque         |
| Huile de palme                    | Elaeis guineensis             | Sodium Palmate                                              | Acide hexadécanoïque       |
| Huile de palmiste                 | Elaeis guineensis             | Sodium Palm Kernelate                                       |                            |
| Huile de baies de laurier         | Laurus nobilis                | Sodium laurate                                              |                            |

*Si le savon est un savon liquide fabriqué à base de potasse, il faut remplacer « sodium » par « potassium » dans les noms INCI.
Pour la fabrication artisanale de savon, il existe des « calculateurs » en ligne permettant de doser les différents ingrédients du savon.

### Saponification des corps gras
Le savon traditionnel ou industriel en cuve des maîtres savonniers est le produit d’une réaction chimique nommée saponification des corps gras. Cette transformation lente est une des plus anciennes réactions chimiques connues et maîtrisées par l'humanité. Il s'agit d'une simple hydrolyse en milieu basique au cours de laquelle un mélange de corps gras — graisses animales ou huiles végétales — est hydrolysé par une base forte, soit la potasse ou hydroxyde de potassium KOH, soit la soude ou hydroxyde de sodium NaOH, à une température comprise entre 80 °C et 100 °C.
L’hydrolyse des corps gras produit du glycérol et surtout un mélange de carboxylates de sodium ou de potassium qui constituent les molécules du savon. Les savons fabriqués à partir de soude sont durs. Les savons fabriqués à partir de potasse sont mous ou liquides.

Réaction de saponification
soit : corps gras + NaOH (ou KOH) → glycérol + savon
où R est une chaîne d'atomes de carbone et d'hydrogène, par exemple R = (CH_{2})_{14}-CH_{3}.

### Fabrications industrielles
Fabrications et procédés industriels ont varié depuis les premières mises au point vers 1750. La fabrication en cuve est autrefois caractérisée par l'empâtage, le relargage, l'épinage, le lavage et séchage. Voici les étapes-types de la Belle Époque :
- l'empâtage consiste à mélanger les corps gras à la lessive de soude. Ici une solution de soude, faiblement basique, est chauffée à ébullition. Le corps gras végétal, c'est-à-dire l'huile d'olive, d'arachide, de coton, de palme, de noix de coco, de sésame ou le corps gras animal, suif ou huile de poisson, est ajouté par petites doses et souvent sous forme de mélange complexe selon le savon à obtenir. À noter qu'il reste dans la lessive de soude une quantité définie de vieilles solutions savonneuses, ou solutions mères soutirées d'une précédente saponification. Pour obtenir du savon mou on utilisera des huiles de colza, d'œillette ou de chènevis et de la potasse caustique (KOH) ;
- le relargage utilise des lessives concentrées puis des lessives salées qui permettent une meilleure séparation des sels basiques d'acide gras, c'est-à-dire du savon formé qui est relargué et surnage en grumeaux ;
- l'épinage, qui prend son nom de l'épine, robinet du bas de la cuve, consiste à soutirer l'eau salée et le glycérol, appelé glycérine ;
- le lavage consiste à répéter l'ajout de solutions salines, pour emporter glycérol et lessives résiduelles. Le séchage permet d'obtenir des pains de savons secs et consistants.

Les deux étapes médianes ont parfois disparu au cours des années 1920 pour favoriser une épuration rapide et permettre une coulée à l'état liquide dans des bassins peu profonds, appelés mises où le savon se solidifie avant d'être débité en bandes, puis après séchage, marqué et débité en cubes.
Le nettoyage des matières grasses est souvent suivi au milieu du XXe siècle d'hygrogénation des acides gras polyinsaturés, afin d'augmenter la compacité du savon produit. La saponification est conduite à haute pression et à 130 °C, par introduction d'une lessive de soude à 7 % dans le corps gras fondu en présence de solution-mère de savon. Le savon formé est séparé avec une solution saline, qui entraîne le glycérol et sur laquelle il surnage.
Depuis les années 1970, l'hydrolyse des graisses par de l'eau sous pression et à haute température, en présence de savon de zinc faisant office de catalyseur, donne en continu acide gras et glycérol, immédiatement séparés par distillation. L'acide gras est neutralisé par la soude et donne le savon.
L'acide gras, produit intermédiaire, est la base d'une chimie, bien plus diversifiée que dans les anciennes savonneries. Il peut être converti en sels d'ammonium quaternaire, savons cationiques utilisés comme liquides antiseptiques. Ainsi, le chlorure de N,N,N-triméthyloctadécylammonium.

## Composition des savons commerciaux
Depuis 1950[réf. nécessaire], les savons tendent à être distingués des autres molécules détergentes. Toutefois, le langage familier des laboratoires et usines assimile par commodité savon (soap), détergent (detergent) ou tensioactif (surfactant). Ces derniers produits souvent pétrochimiques diffèrent plus par leurs compositions, conformations caractéristiques et propriétés d'usage que par les mécanismes évoqués ci-dessous.
Les matières premières pour fabriquer du savon sont les matières grasses et la soude, éventuellement la potasse. Un savon bien fini ne contient ni soude ni huile. Les savons sont principalement composés de différents carboxylates de sodium, molécules de savon. Ils contiennent aussi de l'eau et des additifs variés.
La glycérine ou glycérol est un sous-produit de la saponification que l'on peut éliminer. Mais elle est laissée ou rajoutée parfois au savon car elle apporte des propriétés hydratantes.

### Additifs
À la recette de base, on peut ajouter différents additifs selon l'effet recherché :
- des agents anticalcaires, pour réduire la sensibilité des savons à précipiter en eau dure, c'est-à-dire chargée en sels d'alcalino-terreux ;

- des conservateurs ;
- des colorants ;
- des parfums ;
- des agents surgraissants (huiles) pour fabriquer un savon surgras ;
- des agents hydratants comme le miel ;
- des abrasifs pour fabriquer un savon exfoliant ;
- des huiles essentielles extraites de plantes ;
- des substances aux propriétés antiseptiques, notamment antibactériennes, ou antifongiques.

Sous sa forme la plus simple, le savon est un produit détergent totalement biodégradable. Les additifs peuvent être polluants pour l'environnement.

### Remarques toxicologiques
Les multiples débouchés commerciaux des savons, que représentent l'usage souvent quotidien ou hebdomadaire du shampooing, de la mousse à raser, de la toilette corporelle à la lessive, de la vaisselle à l'entretien des sols et des sanitaires… jusqu'à la lutte contre les pucerons, sont la cible de produits « modernes » spécialisés. Peut-être par leurs grandes variétés et en conséquence de notre méconnaissance toxicologique et écologique, ces produits sont discutables. L'impact écologique à long terme est accru par les productions gigantesques, les emballages et la pollution des eaux usées. Leur innocuité n'est pas nulle : risques de sensibilisation à de multiples allergies ou allergies dues à la multitude de composants nouveaux. Leur efficacité peut être mise en doute. Ainsi, pour la toilette corporelle, les produits « sans savon » se sont installés sur la croyance en l'effet déshydratant du savon alors que des savons, par exemple à la glycérine, respectent particulièrement bien l'épiderme.
Il est remarquable que dans ces produits standardisés et inévitables par le commerce de masse, le savon soit remplacé par le laureth sulfate de sodium nommé sodium laureth sulfate dans les compositions.

### Types de savons anciens et modernes

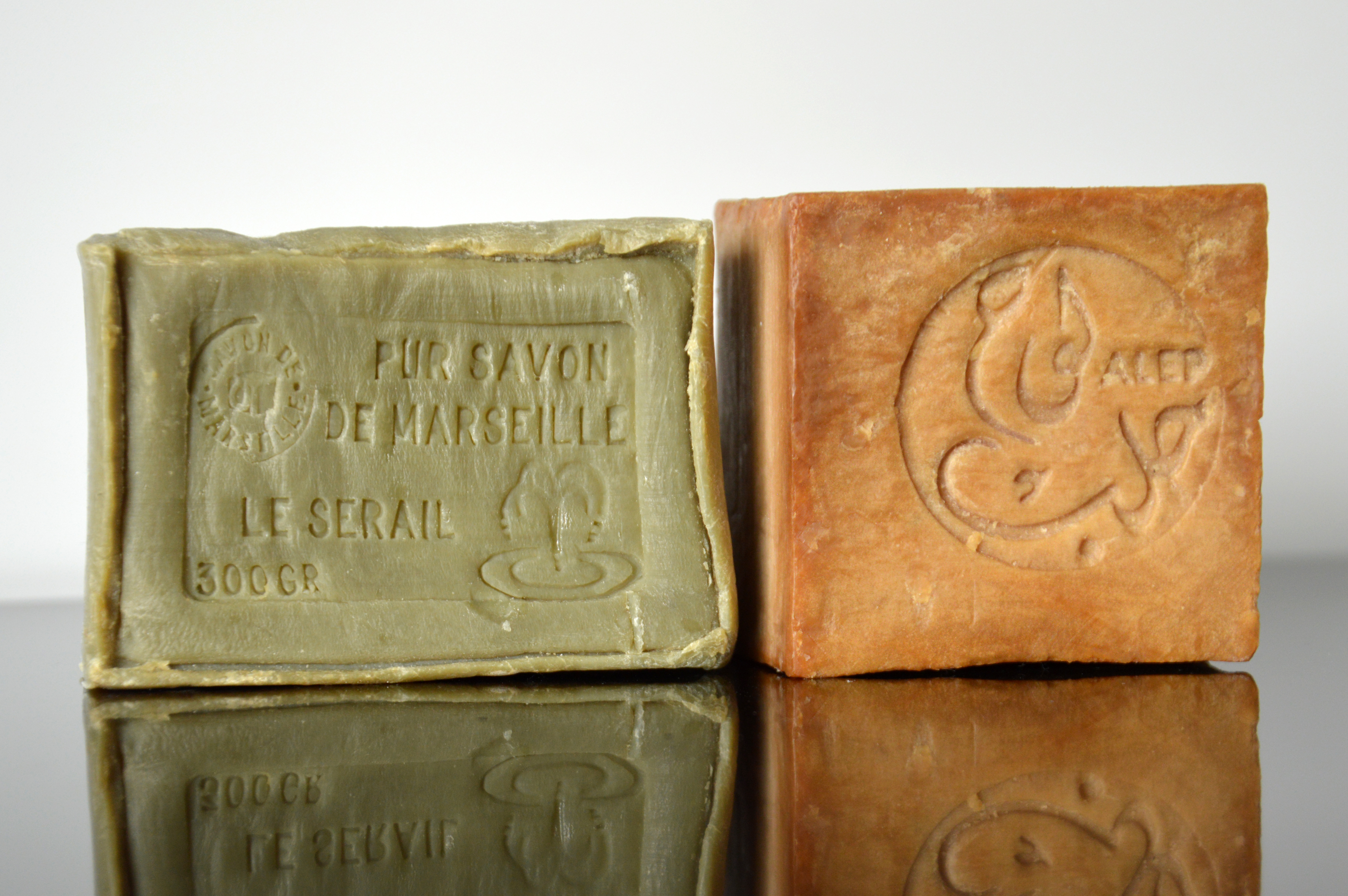
Deux savons traditionnels: un savon de Marseille et un savon d'Alep.

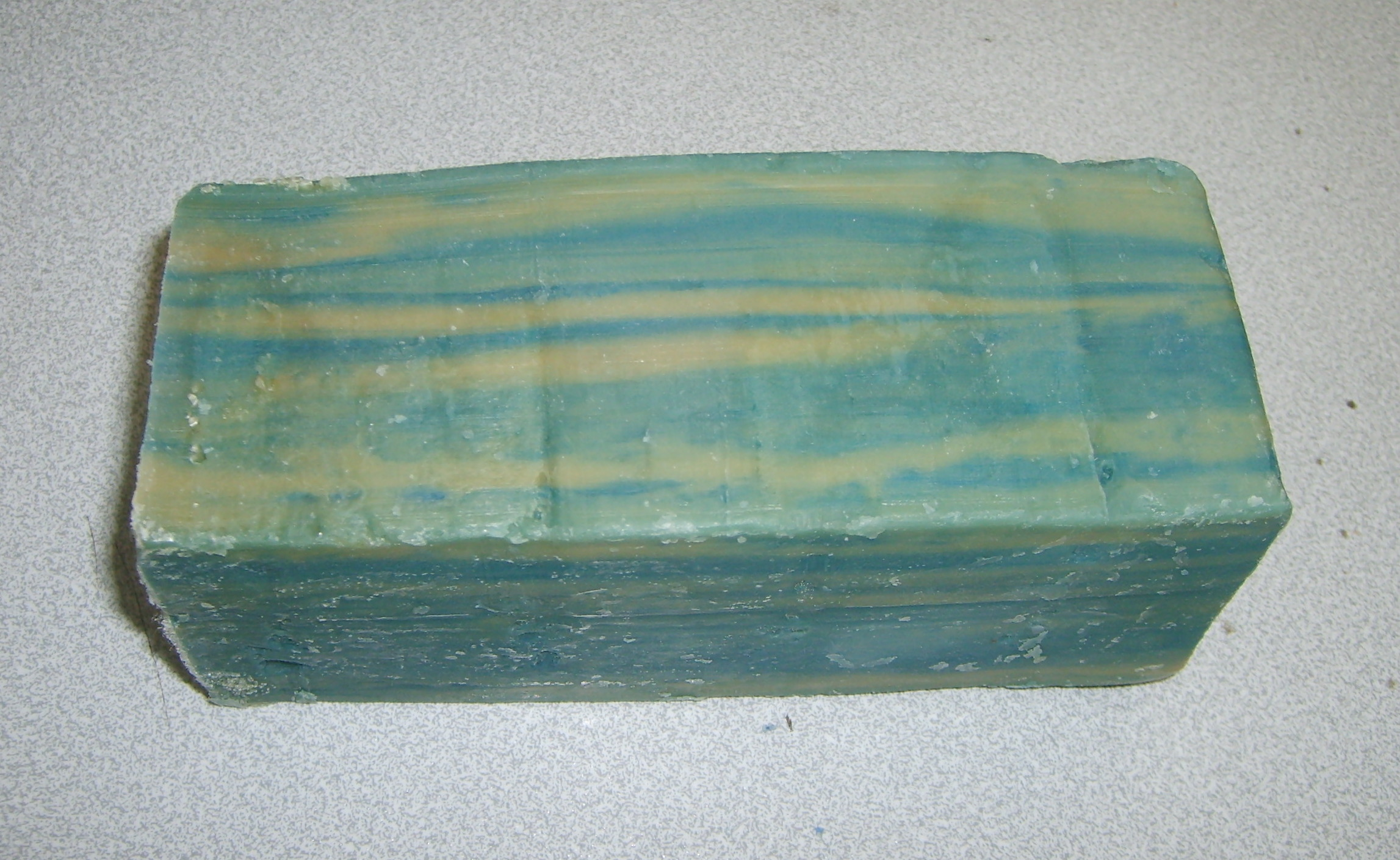
Un savon Azul e Branco.

Le savon commercial se présente sous forme de bloc (pain, cube, formes ovalisées, etc.), de poudre, de paillettes fines (lessives), de mousses, de gels (gel douche) ou de solutions, comme le savon liquide.
L'art savonnier distingue, plus ou moins indifféremment :
- suivant la provenance géographique d'origine ou la couleur :
  - le savon Azul e Branco est fabriqué au Portugal ; il est bleu et blanc-jaunâtre,
  - le savon de Castille est un savon biodégradable préparé uniquement avec de l'huile d'olive, de l'eau et de la soude,
  - le savon d'Alep, le plus ancien savon syrien, est à base d'huile d'olive et d'huile de baies de laurier,
  - le savon de Marseille est préparé avec des huiles végétales et de la soude. Il comporte au moins l'équivalent de 72 % d'acides gras[note 4],
  - le savon blanc. Le Grand Larousse du XIXe siècle l'assimile au banal savon de Marseille ou aux différents savons de toilette. La couleur blanche indique qu'il s'agit d'un savon sodique, de teinte claire ou nettement moins sombre que les différents « savons noirs » à la potasse ou lessive potassique. À noter que l'industrie suisse a promu une fabrication de savon de toilette à partir de l'huile de tournesol, nommée savon blanc,
  - le savon marbré comporte des lignes de savons ferreux non déposées, c'est-à-dire des carboxylates de fer précipités dans la masse du savon formé. Les fines marbrures sont vertes,
  - le savon à froid est produit selon la méthode dite de saponification à froid,
  - le savon de Soissons est un savon biodégradable préparé à base d'huile de colza ;
- suivant l'usage :
  - une savonnette ou savon de toilette est un petit pain dur de savon d'aspect agréable, parfumé, coloré et neutralisée. À l'instar des savons ou mousses à raser, les savons de toilettes sont préparés à partir de suif et de noix de coco et contiennent les plus hautes teneurs en sel d'acides gras, supérieures à 76 ou 78 %. Cette composition élaborée — lavage soigné éliminant toutes traces d'alcali, présence de colorant, parfum, bactéricide, fongicide ou autres additifs pour une action au contact de la peau — le destine en premier lieu à la toilette ou l'hygiène du corps,
  - le savon de ménage, autrefois pour le nettoyage domestique,
  - le savon ponce est un savon à décrasser dans lequel il entre une charge minérale, sous forme de pierre ponce pulvérisée,
  - un savon surgras est enrichi en agents (sur)graissants, par exemple des huiles végétales ; la présence d'huiles limite le dessèchement dû au savon qui enlève le film gras (film hydrolipidique) recouvrant naturellement la peau,
  - un savon médical est un savon de Marseille surgras, avec apports antiseptiques tels que le soufre (savon au soufre pour la toilette quotidienne de patients acnéiques ou à peau grasse, abandonné depuis qu'on a montré qu'il était comédogène[32]), le phénol, l'ichtyol, le formaldéhyde, le sublimé de naphtol ou de salol, des goudrons ou du bois de Panama,
  - un savon médicinal est un mélange de lessives de savonniers, avec des huiles d'amandes douces. Il est employé comme excipient dans la fabrication de pilules, ou prescrit comme laxatif,
  - le savon dentifrice est un savon additionné de glycérol (glycérine) et de substances aromatiques, pour les soins de la bouche ;
- suivant l'aspect ou la composition :
  - le savon liquide à la potasse est préparé à partir d'huile de ricin et de noix de palmier. Il a la plus faible teneur équivalente en acides gras : 15 à 20 % en masse,
  - le savon noir ou savon mou est un savon plus ou moins mou au toucher, de teinte plus ou moins foncée et peu attirante (brunâtre, verdâtre, grisâtre, noirâtre) sans coloration. Les différents mondes paysans l'appelaient aussi savon vert, savon mou bleu, savon mou noir, etc. L'empâtage est réalisé avec des lessives de potasse et des huiles de chenevis, navette, œillette, colza, plus rarement à l'huile de lin[note 5]. Le produit fini est facilement coloré à l'indigo ou à l'encre, composé de tanin et de sels ferreux[note 6]. Il affiche une teneur équivalente en acides gras de l'ordre de 38 % en masse. Il est recommandé pour le nettoyage des carrelages bien qu'il existe aussi du savon noir pour le corps[note 7]. Aujourd'hui, il est très largement utilisé dans le monde arabe, notamment lors du rituel du hammam. Élaboré à base de matières végétales, il aurait des propriétés purifiantes,
  - le savon noir à l'huile de lin. La saponification est ici réalisée traditionnellement avec de l'huile de lin et des lessives de potasse, à l'origine. Sa couleur est naturellement ambré sombre. On n'y ajoute pas de colorant. De même que le précédent savon noir, il affiche une teneur équivalente en acides gras de l'ordre de 38 % en masse et il est également recommandé pour le nettoyage des carrelages,
  - le savon animal est obtenu avec la lessive des savonniers et des graisses animales, souvent du suif de bœuf,
  - le savon transparent est obtenu par dissolution d'un savon de suif dans de l'alcool à chaud, puis refroidissement lent et coulage. Il s'appelle savon de glycérine lorsque l'alcool est le glycérol, nom actuel de la glycérine,
  - le savon à raser ou mousse à raser, obtenu par saponification à la potasse, afin d'obtenir un produit fini plus mou. La basicité du savon à raser contribue à ramollir le poil. Il était à la fin du XIXe siècle souvent un simple savon de toilette,
  - le savon d'atelier, savon spécial prévu pour nettoyer les hydrocarbures et suies (pour les garagistes, mécaniciens, imprimeurs, mineurs, etc.), mais qui peut être source d'allergies graves[33].

## Le savon dans l'art

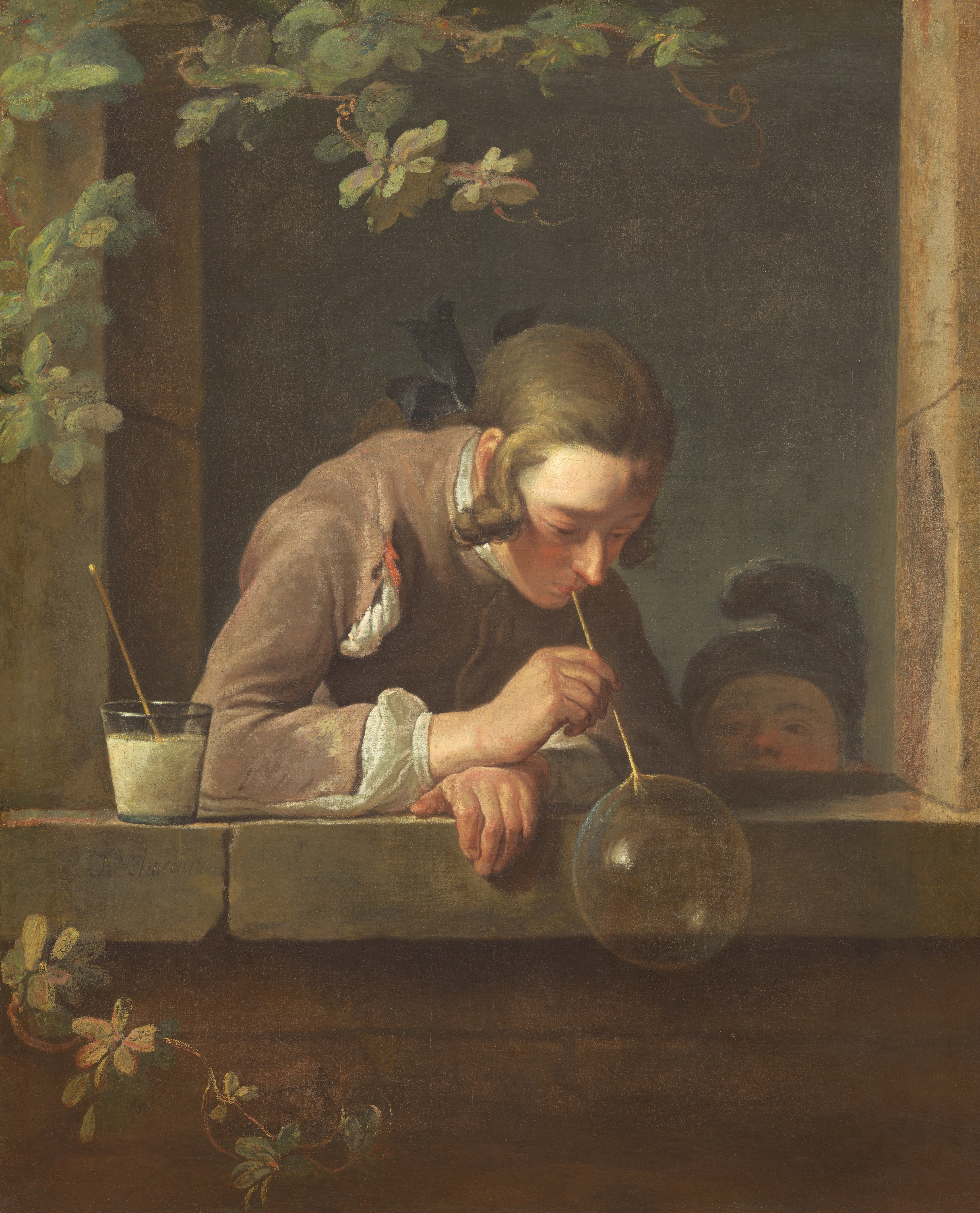
Bulles de savon, Jean Siméon Chardin.

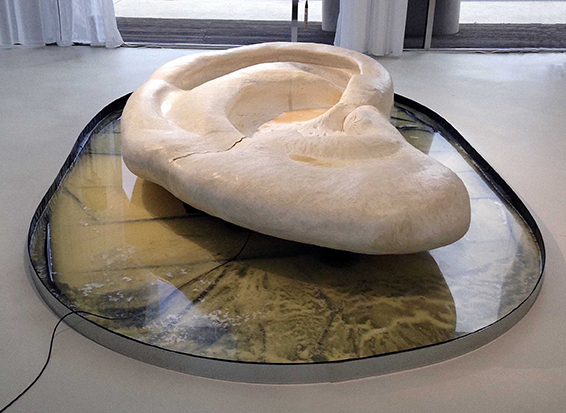
L'oreille qui tombe, Frédérique Nalbandian.

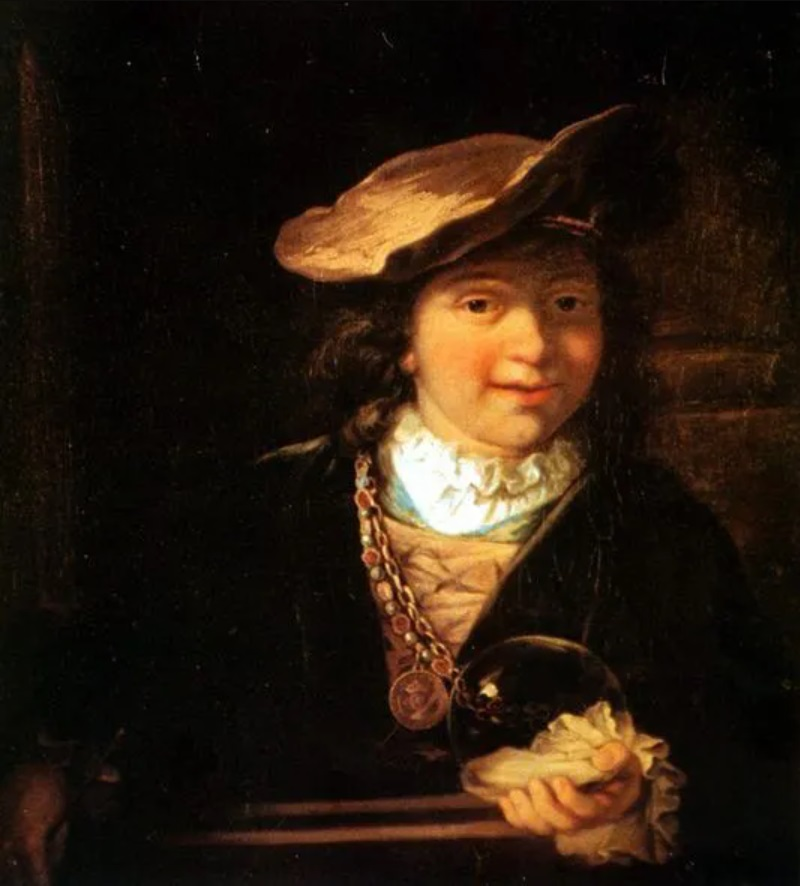
L'enfant à la bulle de savon (anciennement attribué à Rembrandt)

- Dans son œuvre Bulles de savon (1734), Jean Siméon Chardin évoque le caractère éphémère de la vie au travers d'une bulle de savon soufflée par un jeune homme. La figure du jeune homme en premier plan donne à l’œuvre un thème des vanités : le garçon est paresseux et perd son temps à souffler des bulles éphémères, bien qu'elles semblent amusantes au premier abord.
- Le tableau L’Enfant à la bulle de savon du Musée d'art et d'histoire de Draguignan, anciennement attribué à Rembrandt, a fait l'objet de plusieurs vols rocambolesques[34].
- Dans son œuvre de la broche Nestlé, le travail de l'artiste musicien Joshua Kosker (en) ré-affirme le lien entre le savon et le corps en utilisant un système d'attache issu des bijoux traditionnels. Le savon devient alors le symbole de la fragilité d'un quotidien toujours plus précieux[35].
- Dans son œuvre Soap Making exposée au Frost Museum de Miami, l'artiste Orestes de la Paz a utilisé sa propre graisse issue d'une liposuccion pour créer vingt savonnettes. Les détails de son œuvre sont disponibles sur le site de l'artiste[36]. Ce dernier indique sur son site s'intéresser au lien entre corps qui devient objet et la banalisation de l'art de la performance. Une vidéo a été réalisée pour illustrer la création de l’œuvre[37].
- Dans le livre (1996) et le film Fight Club, Tyler Durden utilise de la graisse humaine pour fabriquer des savons de haute qualité.
- La sculpture de savon en art contemporain exprime soit une forme éphémère liée au corps et mise en abstraction (Cf. Frédérique Nalbandian), soit une fragrance qui revient à la sensation plus primaire de l'environnement qui entoure le corps qui se déplace (Cf. Labyrinthe de savon odorant versé à même le sol de  Nicolas Momein[38]).

## Autres savons dénommés par analogie
La pratique que des puristes peuvent stigmatiser en abus de langage dénomme pourtant d'autres savons depuis des temps fort anciens ou récents, recourant à l'analogie d'emploi, de fonction ou d'action sur la matière et les surfaces :
- un savon sans savon, comme son nom l'indique, ne contient pas de molécules de savon. Appelé aussi pain dermatologique ou syndet (pour synthetic detergent), il est à base de tensioactifs synthétiques. Son pH est proche du pH de la peau ;
- les savons antiseptiques, à base d'iode par exemple, ou antifongiques sont utilisés pour des soins particuliers de dermatologie. Ceux-ci ne contiennent pas de molécules de savon et sont pour la plupart des détergents cationiques ;
- le savon blanc de montagne ou oropion est une variété d'argile déposée dans les eaux thermales ;
- le savon des verriers désigne le dioxyde de manganèse MnO2 employé pour décolorer le verre dans les creusets de fusion.